# Live at Berghain
Live at Berghain ist ein Musikalbum von Gellért Szabós Ideal Orchestra. Die am 26. November 2023 live im Veranstaltungsort Berghain in Berlin entstandenen Aufnahmen erschienen 2025 auf Boomslang Records.

## Hintergrund
Das experimentelle Ideal Orchestra mit Sitz in Leipzig unter der Leitung des Komponisten und Dirigenten Gellért Szabó, der auch Gitarrist und ehemaliger Schüler von Frank Möbus ist, wurde 2021 gegründet. Seitdem hat es sich von einem kammermusikalischen, frei improvisierten Ensemble zu einer Plattform für avantgardistische Orchestermusik entwickelt, einer Synergie aus dirigierten Improvisationen und sorgfältig ausgearbeiteten Kompositionen, wobei der Schwerpunkt auf seiner ungewöhnlichen Instrumentierung und seinem Hang zu extremen Klangkombinationen liegt, notierte Eyal Hareuveni.
Live at Berghain ist das vierte Album des Ideal Orchestra nach den Studioalben Mythopoeia, Monument und Monument II (2022 und 2024). Aufgenommen wurde es am 26. November 2023 in der Kantine des Berliner Clubs Berghain.

## Besetzung
Gellért Szabó (Dirigat), Alejandro Barria (Cello), Friederike Bartel (Saxophon), Myrsini Bekakou (Violine), Floortje Beljon (Violine), Rebecca Chammas (Gesang), Lorenz Bergler (Bassklarinette), Maximilian Bischofberger (Gesang), Johannes Bode (Schlagzeug), Johannes von Buttlar (Schlagzeug), Stephan Deller (Kontrabass), Georg Demel (Posaune), Gustav Geissler (Saxophon), Barnabas Herrmann (Gesang), Felix Kothe (Schlagzeug), Gregor Littke (Posaune), Simon Lucaciu (Klavier), Justin Remfrey (Kontrabass), Philipp Reinsch (Tuba), Susanne Stock (Akkordeon)

## Titelliste
1. In Medias Res 2:58
2. Confrontation 2:01
3. Resolution (Looking up, Vulcano) 3:14
4. Psalm 3:20
5. Edelstahl 3:51
6. Landscape after the Battle 4:24
7. Wunderschön wie heute 5:35
8. Crescendo 5:48
9. Truth Reveals Itself 3:36
10. What Is Left (Fog) 2:36
11. Bleib Hart (I Have Completed a Monument) 2:12
12. Requiem for Gellért Szabó 2:59
13. Emerging 3:44
14. Ascension 8:21
15. Journey Back to the Familiar Lands 1:45
16. Crescendo II (Triumph of a Hero) 2:06

Die Kompositionen stammen von Gellért Szabó.

## Rezeption
Worte, die Live at Berghain beschreiben seien „ohrenbetäubend, überwältigend, emotional“, meinte Richard Allen (A Closer Listen). Und doch sei dieses Album auch zart, zurückhaltend, nachdenklich. Das Coverbild würde Trostlosigkeit und Verlust suggerieren, die Titel Religion, Krieg, Heldentum. Wie könne ein Album all das gleichzeitig sein? Das einstündige Konzert von Gellért Szabós Ideal Orchestra würde das Publikum aus den Socken reißen, führe es in Höhen und Tiefen und provoziere – zumindest in der ersten, eingefangenen Performance – begeisterte Reaktionen. Es besitze den Umfang und die emotionale Bandbreite der Werke der klassischen Komponisten. Gleichzeitig sei es nüchtern und erhebend, tragisch und triumphal; Live at Berghain klinge ungemein berührend und spreche den Geist und die innere Sehnsucht an.
Die Besetzung des zwanzigköpfigen Ideal Orchestra mit drei Sängern (die wortlose Vokalisationen liefern), zwei Geigern, zwei Kontrabassisten und einem Akkordeonisten, charakterisiere es als eine Mischung aus Kammerjazz und zeitgenössischem Ensemble – stellte Eyal Hareuveni (Salt Peanuts) fest. Nun fungiere das Ideal Orchestra als intensives Klanglabor, das die Akustik der Kantine des Berghain genieße. Szabó habe sechzehn kurze, ausdrucksstarke und dramatische Kompositionen geschrieben, die zu einer langen Suite zusammengefügt wurden. Die unorthodoxen Klangkombinationen würden die Fantasie des Hörers auf eine filmische Reise entführen. Live at Berghain bewege sich nahtlos, aber unvorhersehbar zwischen lauten Klangwänden, rastlosen, eruptiven Dissonanzen, verhaltenen, tief emotionalen und melancholischen Passagen und ruhigen, fast stummen Abschnitten und schaffe so ein provokantes und zugleich höchst immersives Hörerlebnis, das zwischen brutalen Stürmen und zarter Leidenschaft changiere. Der Livesound von Christoph Giesemann und die Mischung von Lukas Rutzen würden die rohe, intensive Energie und die schwer fassbare emotionale Wirkung dieser Aufführung einfangen.
Vito Camarretta urteilte über das Album: „Wenn Sie Ihre Avantgarde-Musik makellos und intellektuell mögen, suchen Sie woanders. Aber wenn Sie ein Orchester hören wollen, das wie ein Sturm wütet, wenn Sie das Gewicht des Klangs spüren wollen, der Sie wie eine physische Kraft trifft, dann ist Live at Berghain ein Muss.“
Im November 2023 habe das 19-köpfige Ideal Orchestra jeden Zentimeter der Berliner Kantine am Berghain mit dröhnender Harmonie, wogenden Dissonanzen und flüsternden Melodien gefüllt, schrieb Dave Sumner (Daily Bandcamp). Unter der Leitung von Gellért Szabó würde das Orchester Musik erschaffen, die zwischen feierlich und düster schwanke, als respektiere es sowohl die Stärke seiner Klangkraft als auch die Versuchung, sie freizusetzen. Solche Qualitäten seien typisch für Veröffentlichungen des Labels Boomslang Records und zudem eine der beeindruckendsten Darbietungen.